# Колофон (поліс)
Колофон (грец. Κολοφών) — давньогрецький іонічний поліс в Лідії, Мала Азія, на південний захід від Ефесу. Одне з семи міст, що називали себе батьківщиною Гомера. Руїни Колофону булли відкриті 1887 року Шухгардтом між Трачі та Деірмендерессі.

## Історія
Місто було засноване на невеликій річці Галес, на відстані близько 3 км від Каїстрської затоки. Колофон мав храм Аполлона із оракулом у містечку Кларос, також славився флотом і власною кіннотою. Звідси походить грецька приказка грец. Κολοφω̃να ἐπιτιθέναι — взяти Колофон у допомогу, тобто успішно завершити справу.
Проте місто неодноразово спустошувалось. Спочатку лідійським царем Гігесом, потім персами під час Пелопоннеської війни, і востаннє Лісімахом, який перевів мешканців міста у гавань Нотіон. Відтак сам Колофон пізніше іменувався Нотіоном, і залишаючись потужним полісом користувався у римлян певними пільгами щодо оподаткування.
Колофон здавна славився своєю смолою, яка отримала від його імені свою назву — каніфоль.

## Відомі колофонці
- Ксенофан — давньогрецький мандрівний поет і філософ.
- Мімнерм — давньогрецький лірик і флейтист.
- Гермесіанакт — давньогрецький поет.
- Нікандр — давньогрецький поет.
- Апеллес — грецький маляр, художник.